# Трестиклан
Трестиклан (швед. Tresticklan), — национальный парк в Швеции, расположенный на границе с Норвегией, в лене Вестра-Гёталанд, коммуне Дальс-Эд. Название, вероятно, происходит от швед. Trestickel, что значит «трезубец», через название озера Стура Трестиклан.
Парк представляет собой рифтовую долину и является одной из немногих оставшихся территорий в южной части Скандинавского полуострова, где растут девственные леса. Высочайшая точка парка — Урсхёйден.

## Природа
Характерный ландшафт с расселинами и ущельями образовался в результате схода ледников миллионы лет тому назад. В расселинах образовались многочисленные озёра, крайне бедные питательными веществами. 2711 га территории покрыто естественной растительностью, в основном сосновыми лесами, перемежающимися торфяниками, в лесу также встречаются ели и осины.
В парке водятся глухари, тетерева, рябчики, скопы. Из крупных животных встречаются лоси, рыси и волки.

## Туризм
В парк легче всего попасть по дороге из Эд в Нёссемарк. Стоянка Робоккен является отправной точкой для маршрутов. Парк опоясывает кольцевой маршрут длиной 8 километров.
На территории парка запрещено разводить огонь; разрешено собирать грибы и ягоды.

## Фотографии

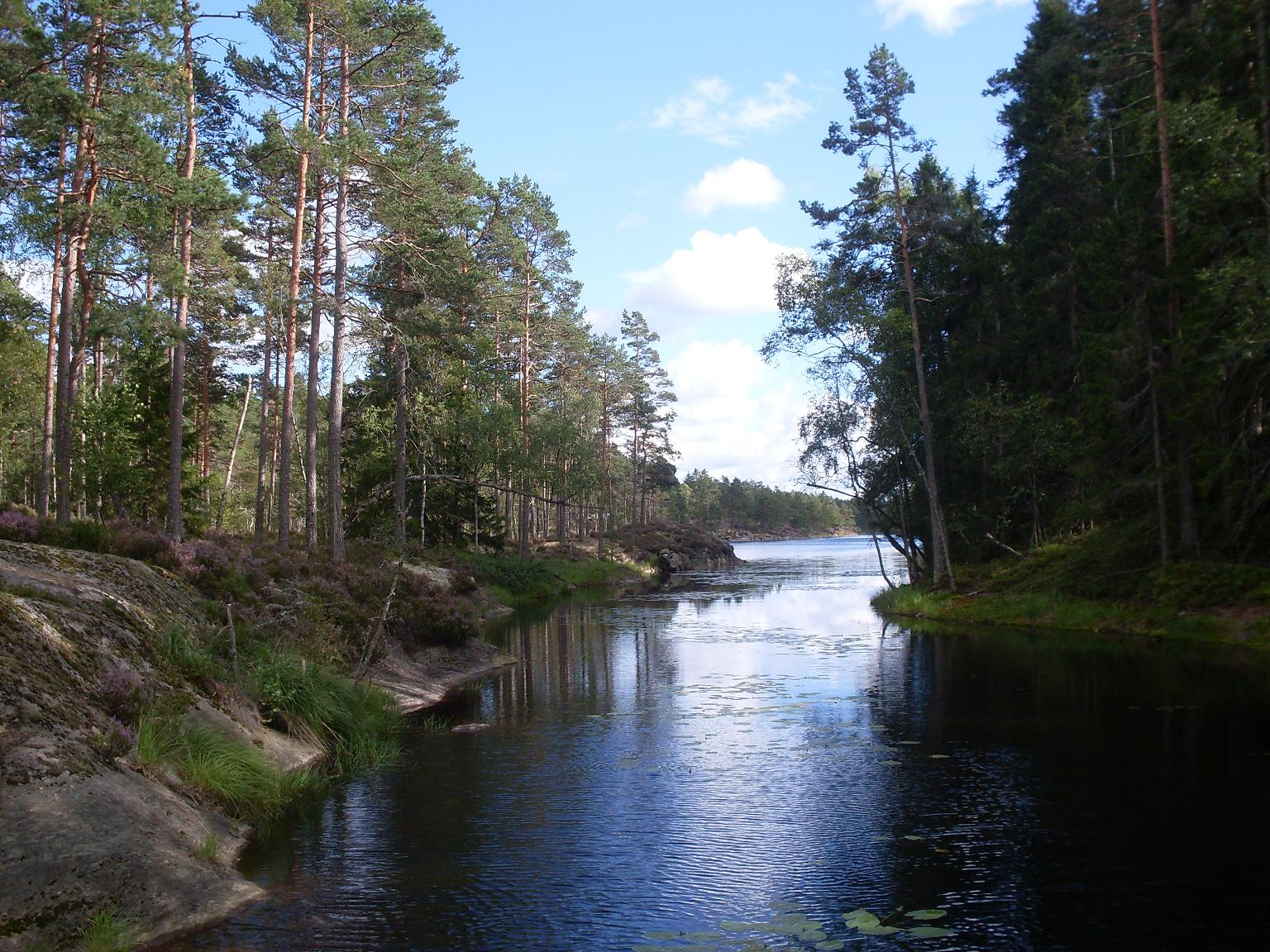
Вид с моста на Стура и Лилла Трестиклан
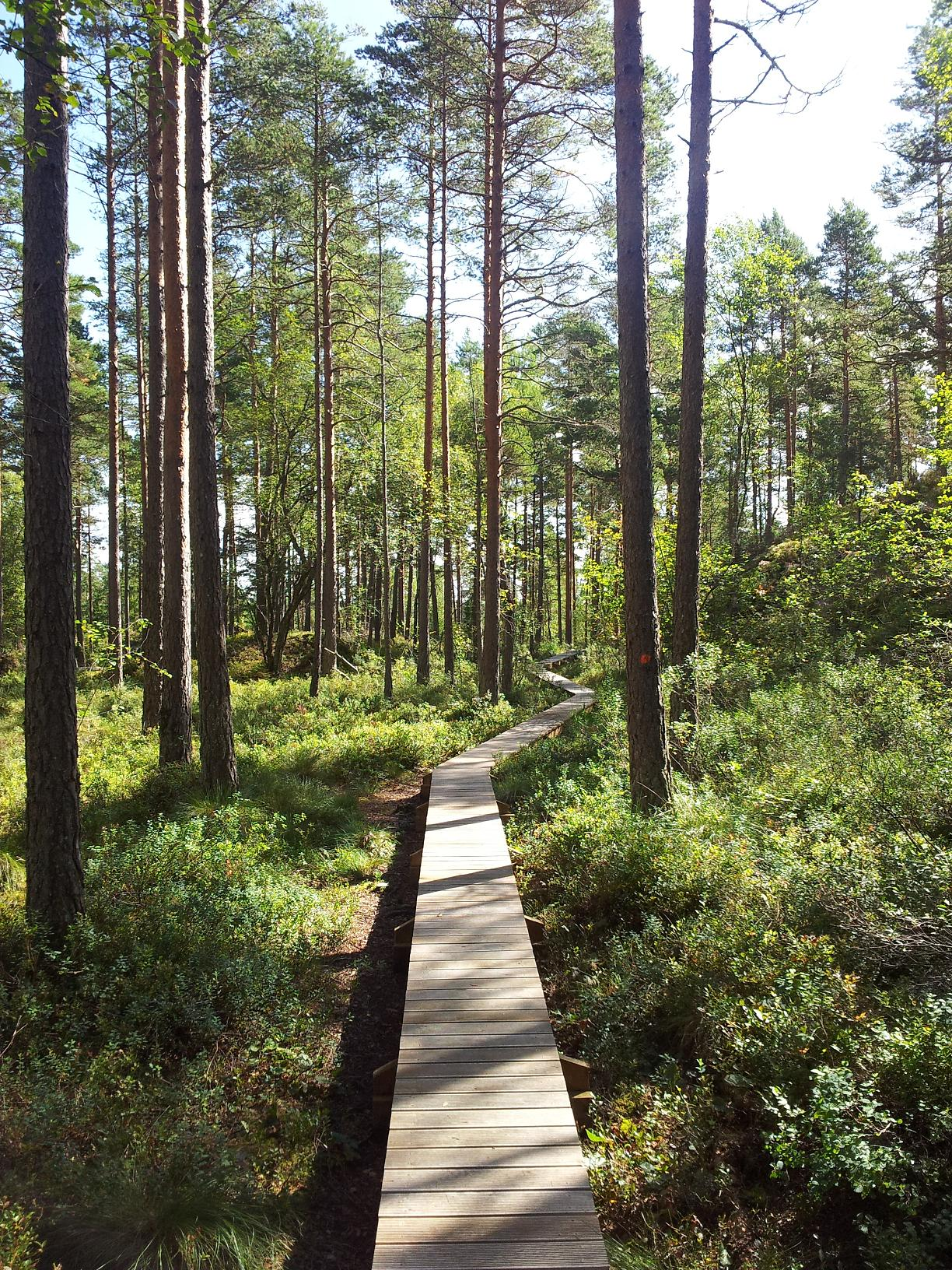
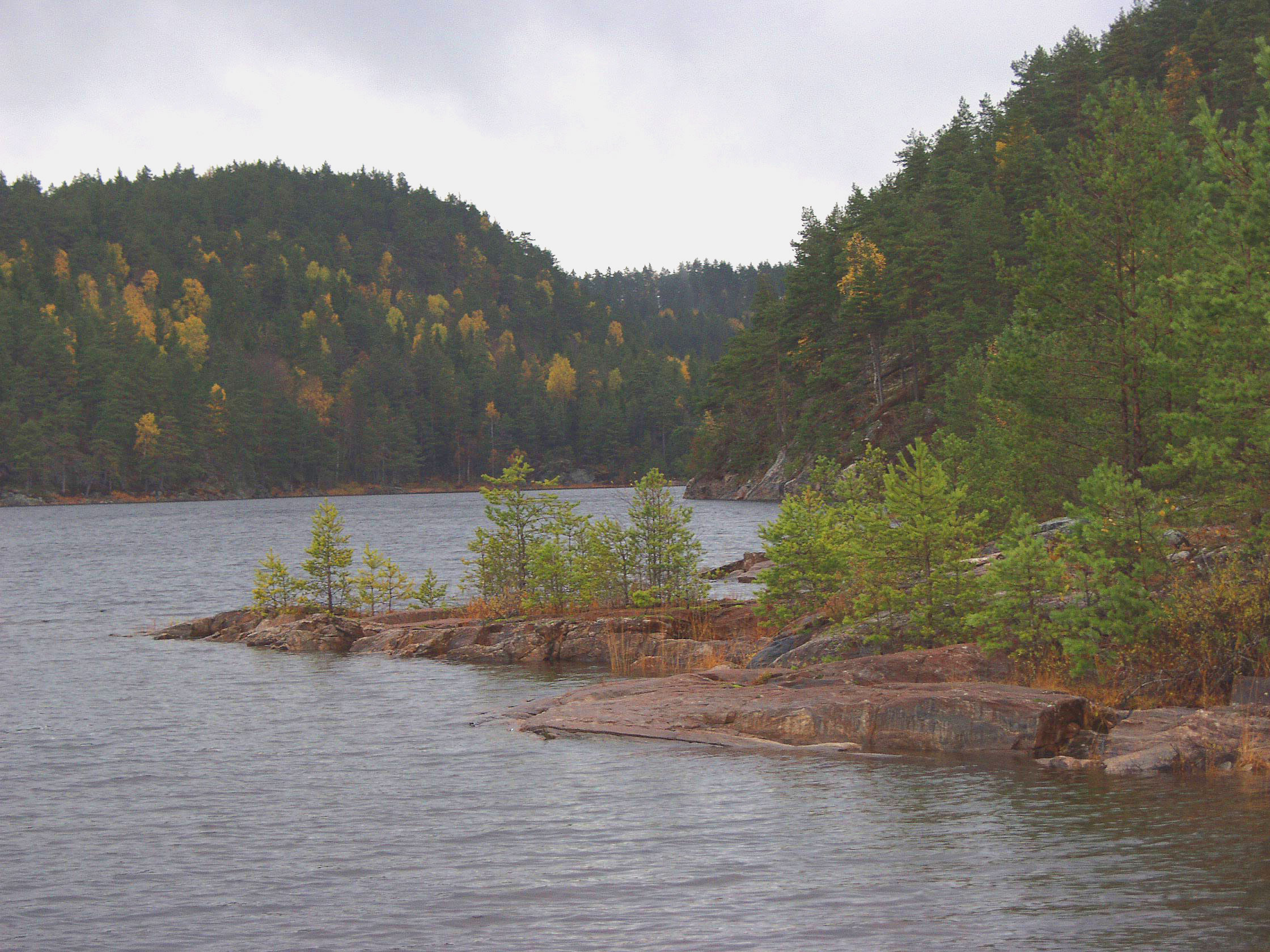
Вид на Норвежский берег Бокшёна